# USS LST-370
O USS LST-370 foi um navio de guerra norte-americano da classe LST que operou durante a Segunda Guerra Mundial.